# 褐帶竇螺
褐带窦螺（學名：Sinum vittatum）是玉螺科窦螺属的一個捕食性海螺物種，為腹足綱軟體動物的一種。